# 摩索尼爾
摩索尼爾（英語：Motsognir）是北歐神話中的一名侏儒。
據《詩體埃達》（Poetic Edda）中提到，他是世界上第一個出現的侏儒，是奧丁（Odin）和他的兄弟威利（Vili）、菲（Ve）利用巨人布里米爾（Brimir）的血液和布萊恩（Blain）的四肢所做的，故又稱「令人驚嘆的型塑」，他被稱為侏儒之祖。但神話中也常提到所有侏儒的祖先是杜華林（Dvalin）。更甚者，在《散文埃達》（Prose Edda）中說，侏儒是由（Ymir）屍身上的黑色蛆變化而來的。此外，沒有其他地方提過摩索尼爾，也沒有提到他製作任何道具。